# Austrochorema
Austrochorema is een geslacht van schietmotten van de familie Hydrobiosidae.

## Soorten
- A. alpinum A Neboiss, 1962
- A. concubium A Neboiss, 1962
- A. crassum F Schmid, 1989
- A. denticulatum F Schmid, 1989
- A. intorquatum F Schmid, 1989
- A. nama A Neboiss, 1962
- A. patulum A Neboiss, 1962
- A. pegidion A Neboiss, 1962
- A. spinosum A Neboiss, 1962
- A. wenta Mosely, 1953